# Frans Schoubben
Frans Schoubben (* 11. November 1933 in Tongern; † 31. Juli 1997 ebenda) war ein belgischer Radrennfahrer.

## Sportliche Laufbahn
Schoubben war im Straßenradsport aktiv. 1953 wurde er Unabhängiger, 1956 Berufsfahrer. Er blieb bis 1963 als Radprofi aktiv. 1954 holte er einen Etappensieg in der Route de France. 1955 war er im Grote Prijs Beeckman-De Caluwé erfolgreich. 1956 entschied er eine Etappe der Belgien-Rundfahrt und die Ronde van Limburg für sich. 1957 hatte er seinen bedeutendsten Erfolg mit dem Sieg im klassischen Rennen Lüttich–Bastogne–Lüttich. Er wurde zeitgleich mit Germain Derycke Sieger. Damit wurde er auch Gewinner des Weekend Ardennais. Bei den Quatre Jours de Dunkerque gewann er ebenfalls eine Etappe. 1957 siegte er auch im Eintagesrennen Flèche Hesbignonne-Cras Avernas. 1958 holte er den Gesamtsieg in der Tour de Picardie mit einem Tageserfolg. 1959 gewann er erneut das Weekend Ardennais und Paris–Brüssel (heutiger Name Brussels Cycling Classic) vor Willy Vannitsen. Seine Siegesbilanz für diese Saison enthielt auch zwei Etappensiege in der Circuit de l’Ouest. Bis zum Ende seiner Karriere gewann er noch den GP Stad Zottegem und eine Etappe der Tour de Champagne 1961 sowie eine Etappe in der Belgien-Rundfahrt 1962.
Schoubben gewann eine Reihe von Kriterien, kürzeren Eintagesrennen und Rundstreckenrennen in Belgien. Zweiter wurde er 1959 in der Flandern-Rundfahrt hinter Rik Van Looy, bei Lüttich–Bastogne–Lüttich 1959 hinter Fred De Bruyne und bei Gent–Wevelgen 1962 hinter Van Looy.
Die Tour de France fuhr er dreimal. 1957, 1960 und 1962 war er jeweils ausgeschieden.